# ألان دوغان
ألان دوغان (بالإنجليزية: Alan Dugan)‏ هو شاعر أمريكي، ولد في 12 فبراير 1923 في بروكلين في الولايات المتحدة، وتوفي في 3 سبتمبر 2003 في هاينيس في الولايات المتحدة.

## وصلات خارجية
- ألان دوغان على موقع الموسوعة البريطانية (الإنجليزية)
- ألان دوغان على موقع إن إن دي بي (الإنجليزية)